# Leela Zero
Pour les articles homonymes, voir Leela (homonymie).
Ne doit pas être confondu avec Leela Chess Zero.
Leela Zero est un logiciel de go libre et open-source développé par le programmeur belge Gian-Carlo Pascutto (en) et publié le 25 octobre 2017,,. Gian-Carlo Pascutto avait déjà écrit un programme de go de fort niveau amateur,  Leela (en) (dernière version 0.11),, mais bien que gardant le même nom (et des numéros de version consécutifs), Leela Zero ne réutilise pratiquement aucun composant de son prédécesseur.
L'algorithme de Leela Zero est basé sur celui de AlphaGo Zero, tel que décrit dans une publication de DeepMind en 2017,. Contrairement au programme Leela initial, qui utilisait de nombreuses connaissances et heuristiques humaines concernant le jeu de go, le programme de Leela Zero ne connaît que les règles du jeu, et rien d'autre.  Les connaissances au sujet du go qui font de Leela Zero un programme extrêmement fort sont codées dans un réseau neuronal, qui a été entraîné en jouant contre lui-même, utilisant les techniques de l'apprentissage profond.
AlphaGo Zero était entraîné en utilisant les ressources informatiques de Google, en particulier une batterie de 24 TPU (ramenée à 4 TPU pour AlphaZero).  Leela Zero simule cet entraînement en distribuant l'effort dans une communauté de joueurs de Go ; ceux-ci font tourner des copies du programme sur leurs ordinateurs personnels, envoient les parties à un serveur, lequel améliore le réseau neuronal (en modifiant les poids par la méthode de la rétropropagation du gradient) et renvoie le nouveau réseau aux joueurs. Plus de 500 utilisateurs ont collaboré à cet entraînement, réussissant à atteindre en quelques mois un niveau comparable à celui d'AlphaGo ; cette communauté d'utilisateurs a également fourni des contributions logicielles, en particulier des interfaces graphiques (comme Sabaki et Lizzie) permettant d'utiliser le programme de manière intuitive, les interactions directes avec Leela Zero se faisant sinon par commandes GTP.
Le programme est téléchargeable gratuitement pour n'importe quel système d'exploitation (Windows, Linux ou MacOS), et même sur tablettes et smartphones, mais demande un processeur graphique (GPU) assez puissant pour un jeu de niveau professionnel ou plus  ; il est également nécessaire de télécharger les poids du réseau neuronal. Une nouvelle version de ces poids, gagnant 55% de ses parties face à la précédente, est publiée régulièrement ; entre  septembre 2018 (réseau n°174) et novembre 2019 (réseau n°254), il a été ainsi amélioré tous les cinq jours en moyenne.  
Leela Zero a fini troisième à la BerryGenomics Cup World AI Go, un tournoi de go par ordinateur disputé à Fuzhou le  28 avril 2018 ; en avril 2019, il obtenait à nouveau la troisième place.  The New Yorker, fin 2018, caractérisait Leela Zero comme « le meilleur programme de go open-source du monde ».